# Alexis Louis Francois Paul Benjamin Barré-Chabans
Alexis Louis Francois Paul Benjamin Barré-Chabans est un colonel français né à Niort en 1770 et mort en 1852.

## Biographie
Alexis Louis Francois Paul Benjamin Barré-Chabans a commencé à servir en 1791, et fut retraité en 1831.
Colonel au 6e de Ligne, capitaine au 17e régiment d'infanterie légère, aide de camp du général Jacques Dutruy.
Colonel au 17e régiment d'infanterie légère.
Colonel à la Légion du Var en 1816.

## Distinctions
- Chevalier de la Légion d'honneur en 1809.
- Chevalier de l'Ordre royal et militaire de Saint-Louis.